# Albert Pantenburg
Albert Peter Pantenburg (* 9. Dezember 1875 in Hillesheim; † 18. Oktober 1933 in Lingen (Ems)) war ein deutscher Verwaltungsjurist und Parlamentarier.

## Leben
Pantenburg war Sohn eines Postverwalters. Nach seinem Abitur in Trier schrieb er sich als Student der Rechtswissenschaften am 24. April 1896 an der Berliner Friedrich-Wilhelms-Universität ein. Nach einem Semester ging er an die Ludwig-Maximilians-Universität München, wo er von November 1896 bis Oktober 1898 weilte. Dort wurde er Mitglied des Corps Isaria. Anschließend besuchte er bis zum März (Ostern) 1899 die Rheinische Friedrich-Wilhelms-Universität zu Bonn. Hier beendete er erfolgreich sein Studium. Während seiner Studienzeit schloss sich der Katholik Pantenburg entgegen strenger päpstlicher Verbote einer der schlagenden Studentenverbindungen an, die durchweg nationalem oder national-liberalem Gedankengut anhingen und traditionell scharf gegen papsttreue und zentrumswählende Katholiken eingestellt waren. Schmisse in seinem Gesicht zeugten von dieser Zeit.
Pantenburg begann 1900 seine Referendarzeit, die er 1901/1902 für seinen Militärdienst als Einjährig-Freiwilliger unterbrach. Aus dem Militärdienst wurde er als Invalide entlassen und nahm 1903 seine Referendarausbildung wieder auf. Am 9. Juli 1900 hatte Pantenburg seine 1. juristische Prüfung abgelegt und im Februar 1901 promovierte er zum Dr. iur. in Rostock. 1906 wurde er Regierungsassessor beim Landrat im ostpreußischen Kreis Mohrungen. Ab 1909 war er beim Polizeipräsidium Berlin tätig. 1912 wechselte er zum Oberversicherungsamt von Groß-Berlin und von dort zur Bezirksregierung in Potsdam, wo er 1915 zum Regierungsrat befördert wurde. Ab 1917 war er zunächst kommissarisch Landrat des Kreises Lingen, dann von 1918 an bis 1933 als Landrat. 1918/1919 gehörte der dem Provinziallandtag Hannover als Mitglied an. „Als Nationalkatholik und Mitglied einer schlagenden Verbindung befand er sich des Öfteren im Gegensatz zur Zentrumsmehrheit im Landkreis“ (Beatrix Herlemann). Der Jurist, der zeitlebens Junggeselle blieb, stieß allerdings im ländlich-katholischen Emsland auf Vorbehalte. Es fiel dem Großstädter außerordentlich schwer, Berlin zu verlassen und in die Provinz zu gehen, zumal er als Rechtskatholik mit einer Zentrumsmehrheit im Kreis zu kämpfen hatte. So war die Zusammenarbeit des rechtsgerichteten und sehr preußenfreundlichen Landrats mit dem Kreistag von Spannungen geprägt. Pantenburg, dessen großes Hobby das Fahren mit dem neuen Verkehrsmittel Auto war, durchfuhr etwa 1924 persönlich den Kreis, um amtliche Plakate gegen das Begehren der „Deutsch-Hannoverschen Partei“, eine Vorabstimmung über die Trennung Hannovers von Preußen zu erreichen, zu verteilen oder anzukleben und ging gegen Gemeindevorsteher vor, die diese umgehend wieder abrissen. Ebenso gab es ständigen Ärger um die Presse im Kreistag, da er seine schützende Hand über eine rechtsgerichtete, demokratiefeindliche Lingener Zeitung hielt.
Anerkannt wurden vielfach seine Bemühungen zur Ödlandkultivierung und zur Verbesserung der Verkehrsverhältnisse im Kreis Lingen.
Pantenburg trat 1933 der NSDAP bei und verstarb noch im selben Jahr an einem Schlaganfall.

## Ehrungen
- 1935 wurde die Pantenburgbrücke in Helschen bei Emsbüren nach ihm benannt.

## Schriften
- Rechte des Schenkers, wenn die Vollziehung der Auflage unterbleibt, nach römischem Recht und dem Rechte des B. G. B., Druck von W. Rosenkranz jr., Dissertation, 1901